# 馬姆群島
65°1′S 63°59′W / 65.017°S 63.983°W
馬姆群島（德語：Mumm-Inseln），是南極洲的群島，位於葛拉漢地西岸，處於布斯島的圖爾奎特角西北面2.8公里，由德國探險隊發現，現時由南極條約體系管理。